# Peter I. von Rosenberg

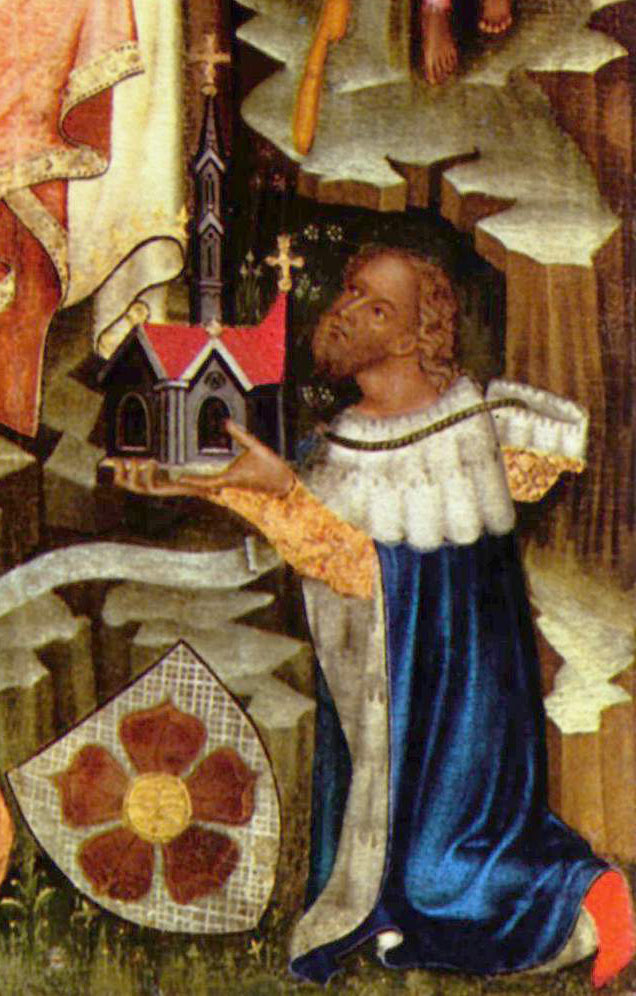
Peter I. von Rosenberg als Stifter, dargestellt auf dem Tafelbild „Geburt Christi“, gemalt vom Meister von Hohenfurth

Peter I. von Rosenberg (tschechisch Petr I. z Rožmberka; * 1291; † 14. Oktober 1347) war Oberstkämmerer von Böhmen.

## Leben
Peter I. von Rosenberg entstammte dem gleichnamigen Adelsgeschlecht Rosenberg. Seine Eltern waren Heinrich I. von Rosenberg und Elisabeth von Dobruška. Seine Bildung, für die er gerühmt wurde, erhielt er vermutlich im Kloster Hohenfurth. Als Oberstkämmerer am Hof des böhmischen Königs Johann von Luxemburg gehörte er zusammen mit Heinrich von Leipa zu den einflussreichsten Adligen Böhmens. Erstmals urkundlich erwähnt wurde er 1309, als er zusammen mit seinem Vater einen Besuch am Königshof machte. Nach dem Tod seines Vaters 1310 blieb er dem König treu ergeben und unterstützte ihn 1315 beim Kampf gegen Heinrich von Leipa.
1318 wandte sich Peter I. vom König ab und belagerte mit anderen böhmischen Adligen Budweis, zog aber später an der Seite des Königs in die Lausitz und nach Schlesien. 1322 erwarb er die Burg Choustník, ein Jahr später wurde ihm vom König die Burg Zvíkov zusammen mit Mirowitz verpfändet, die der König jedoch 1325 im Wege des Tausch gegen Lety, zu dem auch Goldgruben gehörten, zurückerhielt. Im Zusammenhang mit Goldfunden verpfändete ihm der König 1337 Sedlčany und 1344 Trautenau.
In einer am 9. Oktober 1345 in Prag ausgestellten Urkunde verpflichteten sich König Johann und dessen Sohn Markgraf Karl von Mähren bis Weihnachten 860 Groschen an Peter von Rosenberg zu zahlen, von dem sie Güter in Březovice erworben hatten. Gleichzeitig übergaben sie ihm für die 260 Groschen Prager Pfennige, die ihnen Peter geliehen hatte, als sie zur Zeit des Feldzugs gegen die Prußen in finanziellen Schwierigkeiten waren, das Schloss Pacov nordöstlich von Tabor mit allem Zubehör.
Im ersten Drittel des 14. Jahrhunderts erbaute Peter I. an seinem Residenzort Krumau die Obere Burg, zu der drei Gebäude, der Palas und die St.-Georgs-Kapelle gehörten. Von 1330 bis 1340 erweiterte er die Untere Burg Rosenberg. Im oberösterreichischen Haslach an der Mühl, das er 1341 erworben hatte, errichtete er eine Burg.
Für den Hauptaltar der Hohenfurther Kirche stiftete er kurz vor seinem Tod eine heute Hohenfurther Zyklus genannte Serie von neun Bildern aus dem Leben Christi und dem Hohenfurther Spital hinterließ er den Ertrag seines Hofs Nesselbach sowie der zugehörigen Felder und der Obstgärten.

### Legende
Die Angabe des Rosenberger Chronisten Václav Březan, wonach Peter I. von Rosenberg Mönch des Klosters Hohenfurth gewesen sei, das er nur deshalb verlassen habe, um nach dem Tod seines Vaters die Verwaltung der Besitzungen zu übernehmen und zu heiraten, ist nicht belegt. Sie wird nach neueren Forschungen abgelehnt, da Peter bereits zwei Jahre vor dem Tod des Vaters als Mitherausgeber von dessen Urkunden erscheint. Auch Březans Angabe, Peter sei am Ende seines Lebens in die Klausur des Klosters zurückgekehrt, ist unwahrscheinlich, da Peter noch im Jahre 1347 Urkunden in Krumau ausstellte.

### Falsifikate
Ulrich II. von Rosenberg legte um die Mitte des 14. Jahrhunderts mehrere gefälschte Urkunden vor, mit denen das Prestige der Rosenberger erhöht oder mit denen die Ansprüche auf bestimmte Besitzungen nachgewiesen werden sollten. U. a. kamen auf diese Weise die unrichtigen Angaben zustande, Peter I. von Rosenberg habe im Französisch-englischen Krieg eine Heldentat begangen, als er das Banner des Feindes erbeutete. Aus dieser Fälschung leitete sich später vermutlich Peters Beiname „Der Kühne“ ab. Eine andere Fälschung aus der rosenbergischen Kanzlei stammt aus dem Ende des 15. Jahrhunderts, deren Autor vermutlich der rosenbergische Kanzler Václav von Rovné war. In ihr wird über einen angeblichen Streit Peters von Rosenberg mit dem (damals nicht existenten) Herzog Bolko von Troppau berichtet, bei dem es darum gegangen sein soll, welche der beiden Familien vornehmer sei.

## Familie
Peter I. von Rosenberg heiratete 1316 die Witwe König Wenzels III., Viola Elisabeth von Teschen. Nach einer kinderlosen Ehe und ihrem Tod 1317 vermählte er sich 1318 mit Katharina N. N. Dieser Ehe entstammten u. a. die Kinder:
- Heinrich II., fiel 1346 in der Schlacht von Crécy
- Peter II. von Rosenberg († 1384), Domherr in Passau, Olmütz und Regensburg, Propst an der Prager Burg
- Jost von Rosenberg († 1369), höchster Kämmerer in Böhmen
- Ulrich I. von Rosenberg, († 1390)
- Johann I. von Rosenberg, († 1389)
- Anna von Rosenberg († 22. Dezember 1388), heiratete vor 1357 Heinrich von Leipa, mit dem sie eine Tochter Elisabeth hatte, die später Rudolf von Walsee ehelichte. In zweiter Ehe war sie mit Ulrich IV. von Neuhaus verheiratet.